# Шум квантування
Шум квантування виникає при перетворенні аналогового сигналу в цифровий. Тоді коли аналоговий сигнал — безперервний і в ідеалі може мати нескінченну точність, точність цифрового сигналу залежить від частоти квантування та бітової розрядності аналого-цифрового перетворювача.
Різниця між вихідним аналоговим сигналом та оцифрованим обумовлена «окргугленнями», які іменуються терміном похибки квантування англ. quantization error.

## Модель
Шум квантування можна представити як адитивний дискретний сигнал {\displaystyle e(nT)\!}, що враховує помилки квантування. Якщо {\displaystyle d(nT)\!} — вхідний сигнал для квантування, а {\displaystyle F[]\!} — його передаточна функція, то маємо наступну лінійну модель шуму квантування:
{\displaystyle e(nT)=F[d(nT)]-d(nT)\!}
Лінійна модель використається для аналітичного дослідження властивостей шуму квантування.

## Детерміновані оцінки
Детерміновані оцінки дозволяють визначити абсолютні границі шуму квантування:
{\displaystyle |\max[e(nT)]|={\frac {1}{m}}2^{-b}={\frac {1}{m}}Q},
де {\displaystyle b\!} — число розрядів квантування (сигналу {\displaystyle e(nT)\!},
{\displaystyle Q\!} — крок квантування
{\displaystyle m=2\!} — при округленні
{\displaystyle m=1\!} — при усіканні.

## Імовірнісні оцінки
Імовірнісні оцінки засновані на представленні похибок квантування (сигналу {\displaystyle e(nT)}) як випадкового шумоподобного процесу. Допущення, що вводять щодо шуму квантування:
- Послідовність {\displaystyle e(nT)\!} є стаціонарним випадковим процесом
- Послідовність {\displaystyle e(nT)\!} не корелює з сигналом, що квантується {\displaystyle d(nT)}
- Будь-які два відліки послідовності {\displaystyle e(nT)\!} не корельовані, тобто шум квантування є процесом типу «білий шум».
- Розподіл імовірності похибки квантування є рівномірним у діапазоні похибок квантування.

У такому випадку математичне сподівання {\displaystyle \!M_{e}} і дисперсія {\displaystyle \!D_{e}} шуму квантування визначається в такий спосіб (при квантуванні використається додатковий код):
- {\displaystyle \!M_{e}=-{\frac {1}{2}}Q}
- {\displaystyle \!D_{e}=Q^{2}/12}

## Шум квантування в аудіотехнологіях

Шум квантування. Різниця між первісним (синя лінія) і оцифрованим (червона лінія) сигналом на верхньому графіку складає шум квантування (графік внизу), що "додається" до первісного сигналу і є джерелом шуму.

В аудіо-технологіях шумом квантування називається різниця між відповідними значеннями вихідного й квантованого за рівнем аудіо сигналу. Вважається, що при роботі зі звуком у 24-бітній та 32-х бітній розрядності, яка застосовується в сучасних аудіоредакторах шум квантування незначний. Проте в 16-бітовій розрядності, яка використовується в стандартному audio CD форматі шум квантування є небажаним — цей шум корелюється з корисним сигналом і робить звучання «штучним», «пластмасовим».
Для боротьби із цим негативним явищем існують прийоми дизеринг і нойзейшпінг.
- Ди́зеринг (англ. dithering) — це підмішування до корисного сигналу до зниження розрядності дуже слабкого специфічного шуму. Цей шум так само, як і сам шум квантування, дуже слабкий, але він забиває шум квантування і фонограма звучить а більш природно і «тепло».

- Нойзше́йпінг (англ. noiseshaping) являє собою особливий алгоритм округлення звукових відліків при зниженні розрядності. У такий спосіб досягається максимальне наближення до оригінального звучання. Після нойзшейпинга більша частина енергії шуму квантування зосереджена в області високих частот, до яких людське вухо майже нечутливе. Застосування дитерингу й нойзшейпінгу одночасно дає максимально позитивний результат. Ці функції доступні в сучасних аудіоредакторах, таких як наприклад Adobe Audition.